# Bakrena doba
Bakrena doba (grško χαλκός khalkós, "baker" and λίθος líthos, "kamen"), angleščina: Chalcolithic) je obdobje v prazgodovini, ki  ki je trajalo med letoma 4000 in 2300 pr.n. št. Znano je tudi kot eneolitik (iz latinščine aeneus "baker"), je arheološko obdobje, za katero je značilna redna človeška manipulacija z bakrom, vendar pred odkritjem bronastih zlitin. Sodobni raziskovalci menijo, da je to obdobje podskupina širšega neolitika, prejšnji učenjaki pa so ga opredelili kot prehodno obdobje med neolitikom in bronasto dobo. Velja tudi za prvo fazo od treh v kovinski dobi.
Arheološko najdišče Belovode na planini Rudnik v Srbiji ima najstarejše varno datirane dokaze o taljenju bakra pri visoki temperaturi na svetu iz leta 5000 pr. n. št. (7000 pred sedanjostjo). Prehod iz bakrene dobe v bronasto dobo se je v Evropi zgodil med poznim 5. in poznim 3. tisočletjem pr. n. št. Na antičnem Bližnjem vzhodu je bakrena doba zajemala približno isto obdobje, ki se je začelo v poznem 5. tisočletju pred našim štetjem in je trajalo približno tisočletje, preden je povzročilo zgodnjo bronasto dobo. Kljub temu je študija v reviji Antiquity iz leta 2013 poročala o najdbi pločevinaste bronaste folije iz arheološkega najdišča Pločnik iz l. 4650 pr. n. št., kot tudi 14 drugih artefaktov iz Bolgarije in Srbije iz obdobja pred 4000 pr. n. št., kar je pokazalo, da je bil zgodnji kositrni bron pogostejši, kot se je mislilo prej, in se je neodvisno razvil v Evropi 1500 let pred prvimi zlitinami kositrnega brona na Bližnjem vzhodu.

## Izvor imena
Več imen izhaja iz več definicij obdobja. Prvotno je izraz bronasta doba pomenil, da sta se baker ali bron uporabljala kot glavna trda snov za izdelavo orodja in orožja. Starodavni pisci, ki so izobraženim ljudem v 19. stoletju zagotovili bistvene kulturne reference, so uporabljali isto ime za bakreno in bronasto dobo.
Koncept bakrene dobe je predstavil madžarski znanstvenik Ferenc Pulszky v 1870-ih, ko je na podlagi velikega števila velikih bakrenih predmetov, odkritih v Karpatskem bazenu, predlagal, da je prejšnjo trojno delitev prazgodovine – kamena, bronasta in železna doba – treba z uvedbo bakrene dobe nadalje razdeliti.
Leta 1881 je John Evans ugotovil, da je uporaba bakra pogosto pred uporabo brona, in razlikoval med prehodno bakreno dobo in bronasto dobo. Prehodnega obdobja ni vključil v bronasto dobo, ampak ga je opisal ločeno od običajnega sistema kamen/bron/železo na začetku bronaste dobe. Ni pa je predstavil kot četrto starost, ampak se je odločil ohraniti tripartitni sistem.
Leta 1884 ga je Gaetano Chierici, morda po zgledu Evansa, v italijanščini preimenoval v eneo-litica ali prehod »bron–kamen«. Besedna zveza ni nikoli pomenila, da je bilo to obdobje edino, v katerem sta bila uporabljena tako bron kot kamen. Za bakreno dobo je značilna uporaba bakra, razen brona; poleg tega se je kamen še naprej uporabljal skozi bronasto in železno dobo. Del -litica preprosto poimenuje kameno dobo kot točko, iz katere se je prehod začel in ni druga -litska doba.
Kasneje so britanski učenjaki uporabili Evansovo bakreno dobo ali izraz eneolitik (ali Æneolitik), prevod Chiericijeve eneolitike. Po nekaj letih so se v literaturi pojavile številne pritožbe, da se eneolitik neizkušenemu očesu zdi nastal iz e-neolitika, zunaj neolitika, kar očitno ni dokončna karakterizacija bakrene dobe. Okoli leta 1900 so mnogi pisci začeli eneolitik nadomeščati s kalkolitikom, da bi se izognili napačni segmentaciji.

## Zgodovina
Obdobje je prehodno, vendar ne zunaj tradicionalnih kovinskih dob. Analiza kamnitega orodja zbranega iz mest na teheranski planoti v Iranu je pokazala učinke uvedbe bakrene tehnologije na že vzpostavljen sistem lithic obrtnikov specialistov in surovin. Mreže izmenjave in specializirane predelave in proizvodnje, ki so se razvile v času neolitika, so propadle v času bakrene dobe (ok. 4500-3500 pr. n. št.) in bile nadomeščene z uporabo lokalnih materialov s predvsem gospodinjsko osnovno proizvodnjo kamnitih orodij.  Zdi se, da baker na začetku ni bil široko izkoriščan in da so se prizadevanja v kombinaciji s kositrom in drugimi kovinami začela precej prej, zaradi česar je težko razlikovati različne bakrene kulture od kasnejših obdobij. Meja med bakreno in bronasto dobo je nejasna, vse odtlej ko so zlitine v ali iz uporabe zaradi neredne dobave kositra.
Pojav metalurgije je morda prvič prišel v rodovitni polmesec, kar je privedlo do bronaste dobe v 4. tisočletju pred našim štetjem (tradicionalni pogled), čeprav so najdbe iz Vinčanske kulture v Evropi, zdaj varno datirane nekoliko prej kot tiste iz rodovitnega polmeseca. Neodvisen izum bakra in taljenje brona se je najprej razvil pri andskih civilizacijah v Južni Ameriki in se kasneje razširil po morju s trgovanjem pri mezoameriških civilizacijah v Zahodni Mehiki.
Literatura evropske arheologije se na splošno izogiba uporabi 'bakrene', medtem ko jo redno uporabljajo arheologi Bližnjega vzhoda. Bakrena doba na Bližnjem vzhodu in Kavkazu se je začela v poznem 5. tisočletju pred našim štetjem in je trajala približno tisočletje, preden je prišlo do zgodnje bronaste dobe. Prehod iz Evropske bakrene dobe do bronaste dobe se v Evropi pojavlja približno v istem času, med poznim 5. in poznim 3. tisočletjem pred našim štetjem.

## Evropa
Arheološko najdišče v Srbiji vsebuje najstarejše varno datirane dokaze iz bakra narejenega pri visoki temperaturi, izpred 7500 let. Najdba iz junija 2010 razširja znan zapis taljenja bakra za približno 800 let in predlaga, da so taljenje bakra morda izumili v ločenih delih Azije in Evrope v tistem času in se ni širilo iz enega samega vira. V Srbiji so našli bakreno sekiro v Prokuplju, kar kaže, da so ljudje uporabljali kovine v Evropi 7500 let nazaj (~ 5.500 pred našim štetjem), torej mnogo let prej, kot so verjelo doslej. Znanje o uporabi bakra je bilo veliko bolj razširjeno kot kovina sama. Evropska kultura bojne sekire je uporabljala kamnite sekire po vzoru na bakrene, celo imitacijo ornamenta vklesanega v kamen.  Ötzi, mumijo, ki je bila najdena v Ötztal v Alpah leta 1991 in katere ostanki so bili datirani okoli 3300 pred našim štetjem, so našli z Mondsee bakreno sekiro. (Skupina Mondsee je neolitska avstrijska koliščarska kultura iz obdobja od okoli 3800-2800 pr. n. št., posebnega pomena zaradi svoje proizvodnje značilnega "Mondsee-bakra" (arzenova bronza), očitno prva v srednji Evropi, ki je posnemala srbsko Vinča kulturo).
Primeri bakrene kulture v Evropi so hvarska kultura na hrvaški obali in otokih ali Vila Nova de Sao Pedro in Los Millares na Iberskem polotoku. Lončenina  Kulture zvončastih čaš je bila ugotovljeno na obeh lokacijah, datirana več stoletij po začetku izdelave bakra. Kultura zvončastih čaš se zdi, da je razširila bakreno in bronasto tehnologijo v Evropi, skupaj z indoevropskimi jeziki.

## Južna Azija
Keramične podobnosti med civilizacijo doline Inda, južnim Turkmenistanom in severnim Iranom v obdobju 4300–3300 pr. n. št. kažejo na precejšnjo mobilnost in trgovino.
Izraz halkolitik je bil uporabljen tudi v kontekstu južnoazijske kamene dobe.
V Bhirrani, najzgodnejšem najdišču civilizacije Inda, so našli bakrene zapestnice in konice puščic. Prebivalci Mehrgarha v današnjem Pakistanu so med 7000 in 3300 pr. n. št. izdelovali orodje iz lokalne bakrove rude.[19]
Najdišče Naušaro je bila lončarska delavnica v provinci Baločistan v Pakistanu, ki izvira izpred 4500 let; tam je bilo izkopanih 12 rezil in odlomkov rezil. Ta rezila so dolga 12–18 cm, široka 1,2–2,0 cm in relativno tanka. Arheološki poskusi kažejo, da so bila ta rezila izdelana z bakrenim orodjem in so delovala kot lončarsko orodje za obrezovanje in oblikovanje nežgane keramike. Petrografska analiza kaže na lokalno proizvodnjo keramike, razkriva pa tudi obstoj nekaj eksotičnih predmetov črno-zdrsne keramike iz doline Inda.
V Indiji je halkolitska kultura cvetela predvsem v štirih kmetijskih skupnostih – Ahar ali Banas, Kajata, Malva in Džorve. Te skupnosti so imele nekaj skupnih lastnosti, kot sta poslikana keramika in uporaba bakra, vendar so imele izrazito tradicijo oblikovanja keramike. Kultura Banas (2000–1600 pr. n. št.) je imela keramiko z rdečim, belim in črnim dizajnom. Kultura Kajata (2450–1700 pr. n. št.) je imela keramiko, poslikano z rjavo barvo. Kultura Malva (1900–1400 pr. n. št.) je imela bogato okrašeno keramiko z rdečimi ali črnimi motivi. Kultura Džorve (1500–900 pr. n. št.) je imela keramiko z mat površino in črno-rdečim dizajnom.
Marca 2018 so arheologi v vasi Sanauli v Utar Pradešu odkrili tri vozičke in bakrene artefakte, vključno z orožjem iz leta 1800 pr. n. št. Artefakti pripadajo kulturi oker obarvane keramike.

## Vzhodna Azija
V 5. tisočletju pr. n. št. so se bakreni artefakti začeli pojavljati v vzhodni Aziji, kot sta Jiangzhai in  Hongshan kulturi, toda te kovinske najdbe niso bile pogoste.
Proizvodnja bakra se je postopoma pojavila v obdobju Yangshao (5000–3000 pr. n. št.). Jiangzhai je edino mesto, kjer so bili najdeni bakreni artefakti v kulturi Banpo. Arheologi so našli ostanke metalurgije bakra v različnih kulturah od poznega 4. do začetka 3. tisočletja pr. n. št. Sem spadajo ostanki taljenja bakra in bakreni artefakti kulture Hongšan (4700–2900) ter bakrena žlindra na najdišču Juanvozhen. To kaže, da so se prebivalci doline Rumene reke že naučili izdelovati bakrene artefakte do poznejšega obdobja Jangšao.

## Bližnji vzhod
Pojav metalurgije se je morda najprej zgodil v rodovitnem polmesecu. Najzgodnejša uporaba svinca je dokumentirana tukaj iz poznega neolitika naselbine Jarim Tepe v Iraku,
Najzgodnejše najdbe svinca (Pb) na starodavnem Bližnjem vzhodu so zapestnica iz 6. tisočletja pr. n. št. iz Yarim Tepeja v severnem Iraku in nekoliko poznejši stožčasti svinčeni kos iz obdobja Halaf Arpachiyah blizu Mosula. Kot domači svinec je izjemno redek, takšni artefakti povečujejo možnost, da se je taljenje svinca morda začelo celo pred taljenjem bakra.

V približno istem časovnem obdobju (kmalu po 6000 pr. n. št.) je na tem mestu dokumentirano tudi taljenje bakra, čeprav se zdi, da je bila uporaba svinca pred taljenjem bakra. Zgodnja metalurgija je dokumentirana tudi na bližnjem najdišču Tell Maghzalija, za katerega se zdi, da je datirano še prej in na njem popolnoma manjka keramika.
Dolina Timna vsebuje dokaze o rudarjenju bakra v letih 7000–5000 pr. n. št. Za proces prehoda iz neolitika v halkolitik na Bližnjem vzhodu je v arheoloških zbirkah kamnitih orodij značilen upad nabave in uporabe visokokakovostnih surovin. Ta dramatičen premik je viden po vsej regiji, vključno s teheransko nižino v Iranu. Tu je analiza šestih arheoloških najdišč ugotovila izrazit trend upadanja ne le kakovosti materiala, ampak tudi estetskih variacij litičnih artefaktov. Fazeli & Coningham uporabljata te rezultate kot dokaz izgube specializacije obrti, ki jo povzroča povečana uporaba bakrenega orodja. Ugotovitve Teheranske nižine ponazarjajo učinke uvedbe tehnologij za obdelavo bakra na sisteme strokovnjakov za kameno obrt in surovine na mestu. Zdi se, da so mreže izmenjave ter specializirane predelave in proizvodnje, ki so se razvile med neolitikom, propadle v srednjem kalkolitiku (okoli 4500–3500 pr. n. št.) in jih nadomestila uporaba lokalnih materialov s pretežno gospodinjsko proizvodnjo kamnitih orodij.
Baker ali bron z arzenom so očitno proizvajali v vzhodni Turčiji (provinca Malatja) na dveh starodavnih najdiščih, Norşuntepe in Değirmentepe, okoli 4200 pr. n. št. Po mnenju Boscherja (2016) so bila na teh lokacijah pridobljena kurišča ali peči z naravnim vlekom, žlindra, ruda in pigment. To je bilo v kontekstu arhitekturnih kompleksov Ubaidskega obdobja, značilnih za arhitekturo južne Mezopotamije. Najdišče Norşuntepe dokazuje, da je do 4. tisočletja pr. n. št. dejansko prišlo do neke oblike zlivanja arzena. Ker žlindra, identificirana pri Norşuntepeju, ne vsebuje arzena, to pomeni, da je bil arzen v neki obliki dodan ločeno.

## Afrika
Severna Afrika in dolina reke Nil je uvozila železno tehnologijo iz Bližnjega vzhoda in sledila bližnje-vzhodnim smernicam razvoja od bronaste dobe in železne dobe. Železna in bronasta doba sta se istočasno pojavili v večjem delu Afrike. Najzgodnejše datiranje železa v podsaharski Afriki je 2500 pred našim štetjem na Egaro, zahodno od masiva Termit, zaradi česar je sodobno Bližnjem vzhodu.  Datum Egaro je sporen za arheologe, zaradi uporabljene metode za dosego tega cilja.  Datum 1500 pr. n. št. je široko sprejet.
V regiji gorovja Aïr v Nigru poznamo neodvisen razvoj taljenja bakra med 3000-2500 pr. n. št.. Proces ni bil v razvitem stanju, kar pomeni, da jim taljenje ni bilo tuje. Zrelo je postalo okoli 1500 pred našim štetjem. 

## Ameriki
Izraz se uporablja tudi za ameriške civilizacije, ki so že uporabljale baker in bakrove zlitine tisoče let pred Evropskimi migracijami. Poleg kultur iz Andov in Mezoamerike, je kompleks Old Copper, ki se nahaja v današnjem Michiganu in Wisconsinu v ZDA, uporabljal baker za orodje, orožje in druge potrebščine. Vendar pa ni bilo najdenih nobenih dokazov za taljenje ali legiranje, saj so predmeti kovani v obliko. Artefakti iz teh območij so bili datirani med 4000-1000 pred našim štetjem, zaradi česar so te lokacije med najstarejšimi bakrenimi v celotnem svetu.